# مؤتلفات (طائفة)
المؤتلفات أو سيمفيلا الحدائق أو حيوانات الحدائق ذات الألف رجل أو محبات الضيوف أو المترافقات(الاسم العلمي: Symphyla)، المعروفة أيضا بأم أربعة وأربعين الحدائق، وهي من مفصليات الأرجل التي تعيش في التربة من طائفة المؤتلفات في شعيبة كثيرات الأرجل. تشبه المؤتلفات أم أربعة وأربعين ولكنها أصغر وشفافة. بأمكانها أن تنتقل بسرعة من خلال مسام بين جزيئات التربة، وتتواجد بالعادة من على الأسطح وصولا إلى عمق 50 سم تقريبا. وهي تستهلك الغطاء النباتي المتحلل، لكنها قد تسبب أضرار كبيرة في البيئات الزراعية عن طريق استهلاك البذور، الجذور، وشعيرات الجذور في التربة المزروعة.